# Fries Museum

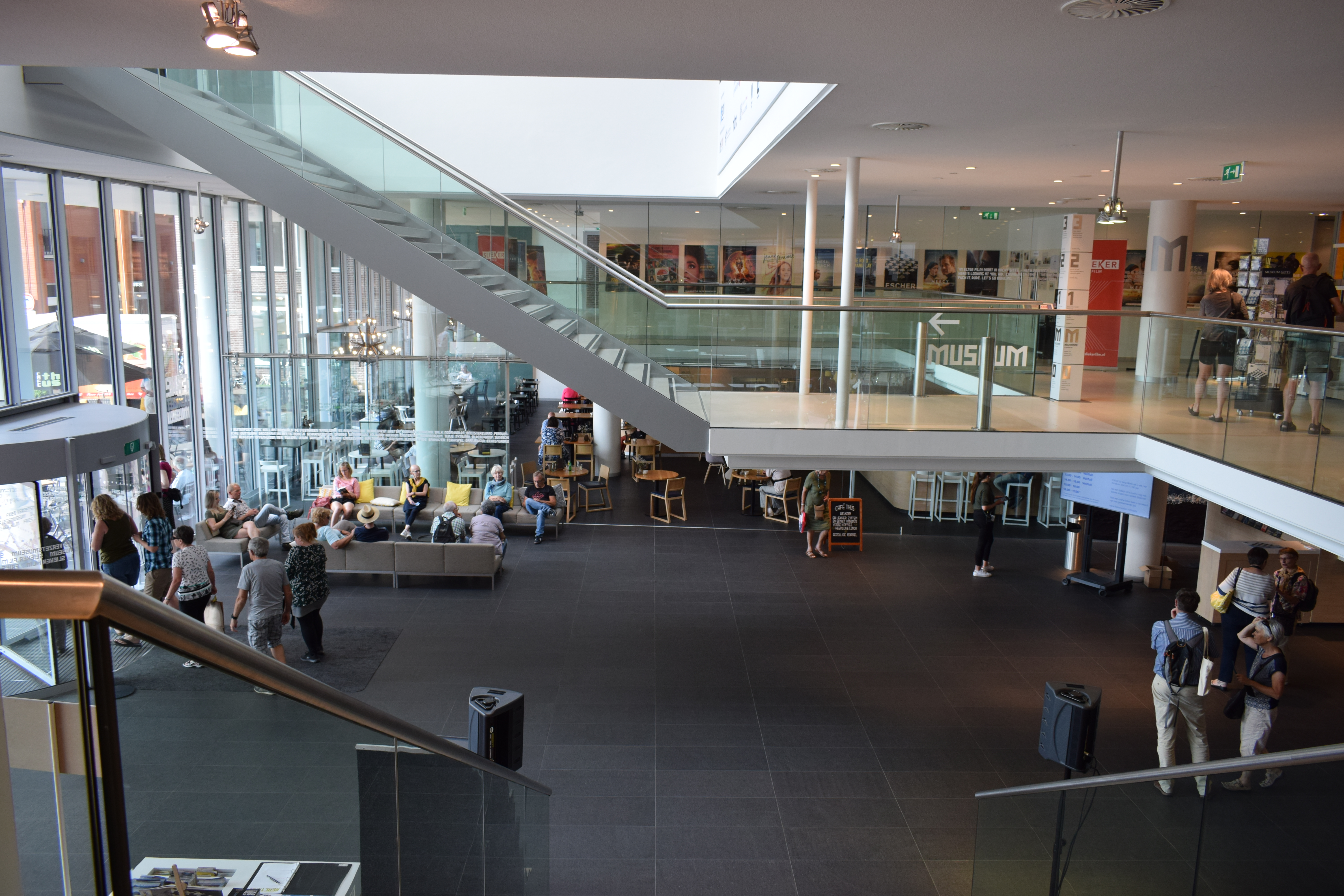
Interieur (2018)

Het Fries Museum is een museum in de stad Leeuwarden. Het museum biedt tentoonstellingen over de geschiedenis, kunst, cultuur en tradities van Friesland, gebaseerd op de vaste collectie. Daarnaast is er een activiteitenprogramma. Het gebouw herbergt ook het Fries Verzetsmuseum en Slieker Film. Het Fries Museum maakt deel uit van het samenwerkingsverband Modemuze.

## Geschiedenis

### Fries Kabinet
De oorsprong van het Fries Museum ligt bij het Koninklijk Fries Genootschap voor Geschiedenis en Cultuur. Dit genootschap, opgericht in 1827 door Franciscus Binkes, Hendrik Amersfoordt en Freerk Fontein, had tot doel de Friese identiteit te bewaren en waarborgen. 
In 1853 werd het Provinciaal Friesch Kabinet van Oudheden opgericht, om voornamelijk Friese voorwerpen te bewaren. Voorwerpen gerelateerd aan de Friese cultuur werden er bewaard voor het nageslacht. Deze collectie werd ook tentoongesteld, eerst in het Paleis van Justitie in Leeuwarden, en later in het Stadhouderlijk Hof.
In 1877 bestond het Fries Genootschap vijftig jaar, bij die gelegenheid werd de Historische Tentoonstelling van Friesland in Leeuwarden gehouden. Het wordt gezien als de eerste volkskundige tentoonstelling in Nederland. Op de Historische Tentoonstelling werden vooral voorwerpen uit de collectie van het Fries Kabinet tentoongesteld, maar ook de inwoners werd gevraagd om voorwerpen in te zenden.

### Eysingahuis
De tentoonstelling in 1877 was zowel qua opkomst als financieel gezien een groot succes. De opbrengst was zodanig  dat het Fries Genootschap in staat was het Eysingahuis in Leeuwarden aan te kopen. Op die plek werd in 1881 het Fries Museum officieel geopend.
Vanaf 1992 werd gewerkt aan de uitbreiding en verbouwing van het museum. Aan de Turfmarkt werden aan beide zijden twee kleine bouwvolumes toegevoegd, op ontwerp van architect Gunnar Daan. De twee panden van het museum werden door een tunnel onder de straat met elkaar verbonden en er vonden interne verbouwingen plaats. De verbouwing was in 1995 gereed. In 2006 vierde het museum zijn 125-jarig bestaan.

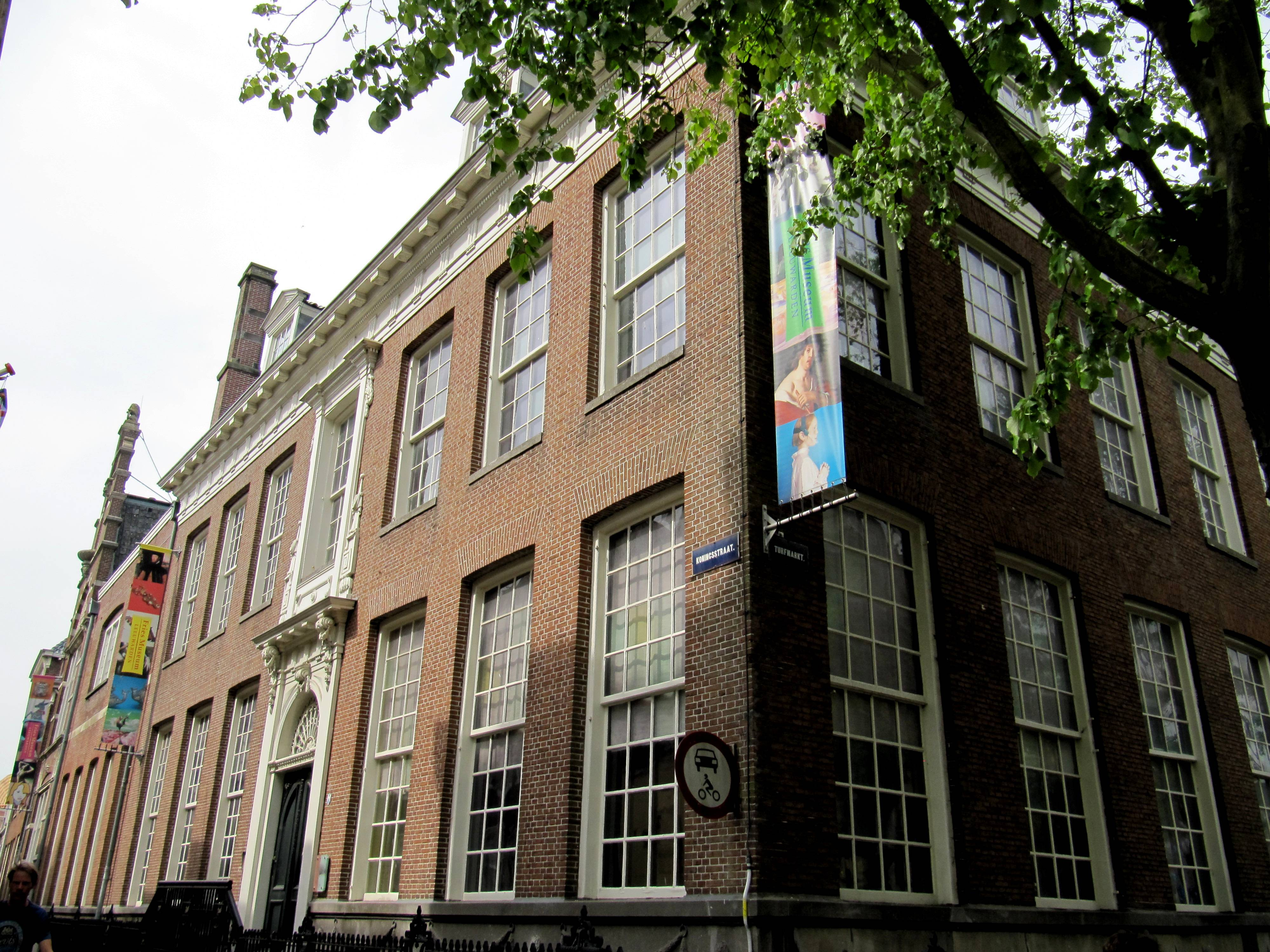
Eysingahuis Koningsstraat 1 hoek Turfmarkt
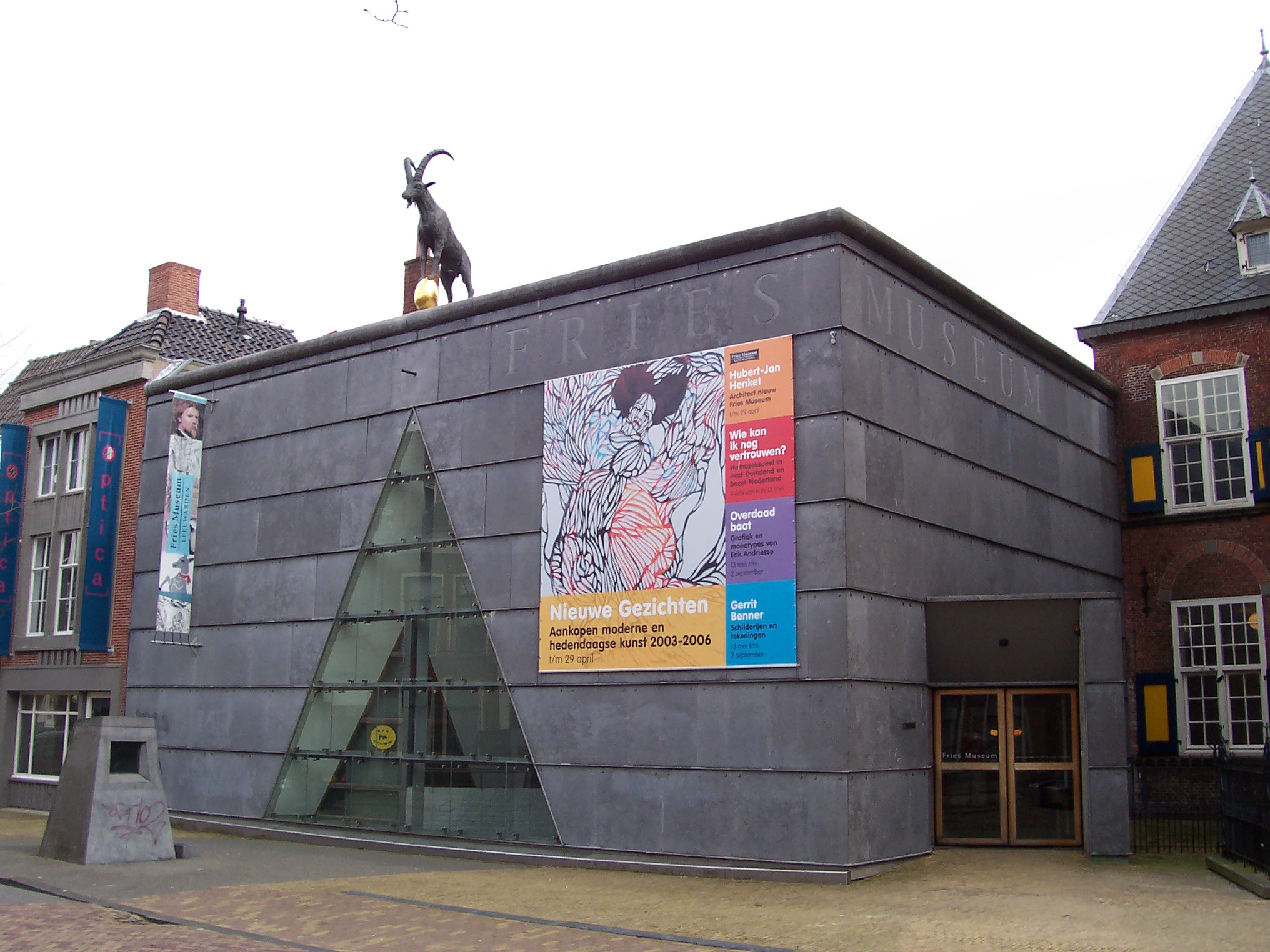
Entree aan Turfmarkt (2007)
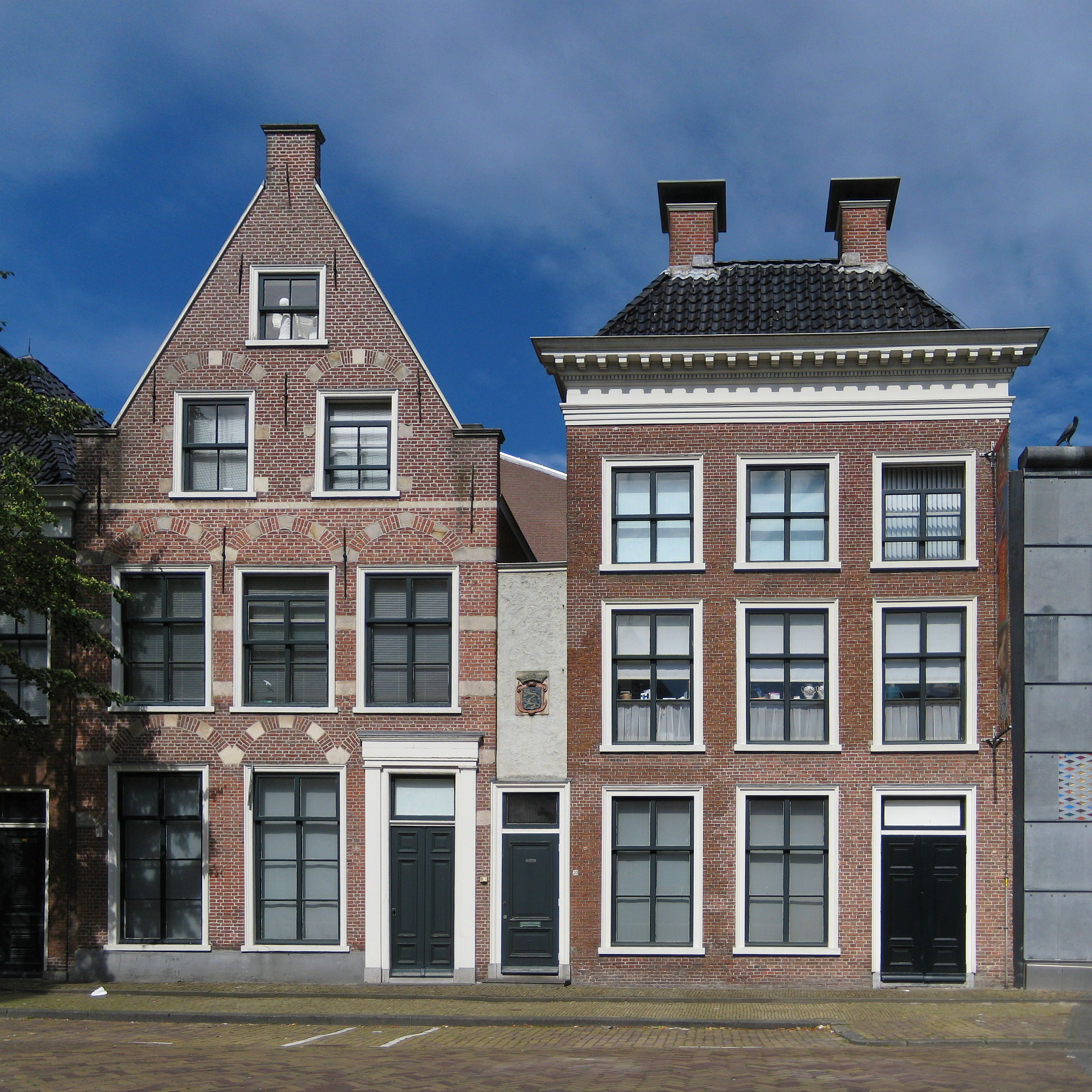
Panden van het museum aan de Turfmarkt (2013)

### Zaailand
Architect Abe Bonnema liet na zijn overlijden 18 miljoen euro na aan het Fries Museum voor een nieuw gebouw aan het Wilhelminaplein (Zaailand). Het ontwerp moest van architect Hubert-Jan Henket zijn. Over de nieuwbouw is een referendum gehouden, een meerderheid van 62% sprak zich uit tegen de plannen. De uitslag was echter niet geldig omdat de opkomst te gering was.
In 2010 werd met de nieuwbouw begonnen. Het gebouw werd in 2012 opgeleverd. De inrichting van het nieuwe museumgebouw duurde een jaar. Op 13 september 2013 opende koningin Máxima het nieuwe Fries Museum. Bij die gelegenheid werd door haar voor de ingang van het museum een poëzietableau met een gedicht van Tsead Bruinja onthuld.

## Collectie
Het Fries Museum beschikt over een collectie van meer dan 200.000 voorwerpen van meer dan 300 eigenaren. Daarmee is het de grootste regionale collectie van Nederland. De collectie kan opgedeeld worden in vijf onderdelen, elk beheerd door een conservator:
- Archeologie en terpentijd
- Oude kunst
- Toegepaste kunst en textiel
- Fries Verzetsmuseum (en Mata Hari)
- Moderne en hedendaagse kunst

Tot de collectie behoren onder andere:
- Het (veronderstelde) zwaard van Grote Pier
- De fibula van Wijnaldum
- De Poptaschat
- Een stokbeurs (16e eeuw)
- De bustehouder van de uit Leeuwarden afkomstige exotische danseres Mata Hari (Margaretha Zelle).
- Werken van de kunstenaars Wigerus Vitringa, Willem van Althuis, Wybrand de Geest, Eelke Jelles Eelkema, Adriaen van Cronenburg, Lourens Alma Tadema, Gerrit Benner, Jan Mankes, Willem Bartel van der Kooi, Christoffel Bisschop en Onno Boekhoudt.

De collectie omvat meer dan 1200 tekeningen die Albert Martin vervaardigde in opdracht van het Fries Genootschap, van voorwerpen uit die collectie maar ook gebouwen, grafzerken, kerksculpturen en -decoraties door heel Friesland. Verder draagt het museum zorg voor een collectie textiel waaronder veel Friese streekdracht, met belangrijk onderdeel sits. Ook is in het museum een Hindelooper kamer ingericht. 
Het Fries Museum heeft kunstwerken in depot in de Kunstbunker van Paasloo.

### Objecten met eigen artikel op Wikipedia
Objecten in het Fries museum met een eigen Wikipedia-artikel: 
- Epposteen (reliëf)
- De fibula van Wijnaldum (mantelspeld)
- Hludana-steen (reliëf)
- Leeuwardse koning (beeldwerkje)
- Portret van Jel van Liauckama
- Portret van Sophia Anna van Pipenpoy
- Pipenpoyse bruiloft (schilderijenserie)
- Schrijfplankje van Tolsum

## Afbeeldingen

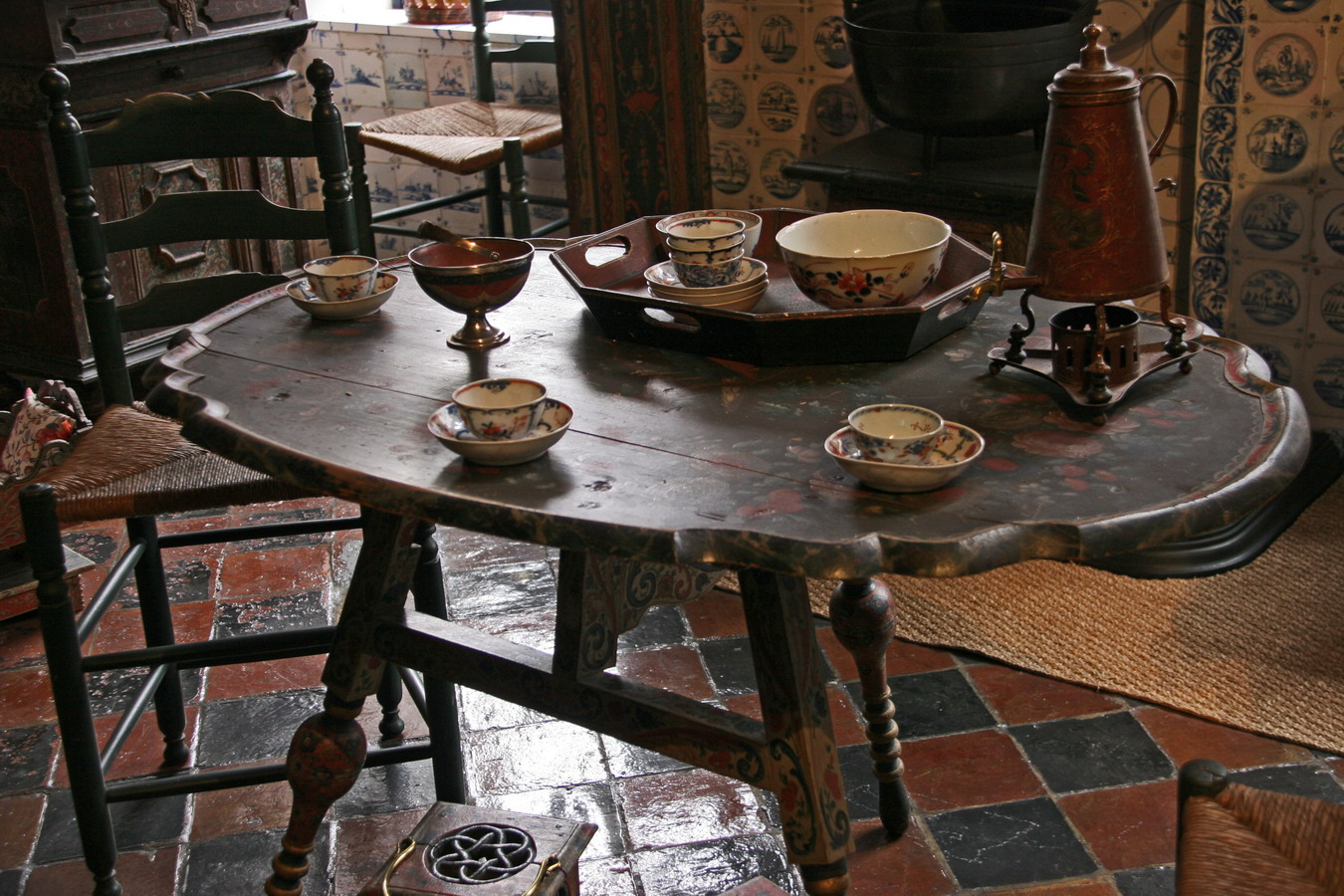
Hindelooper kamer
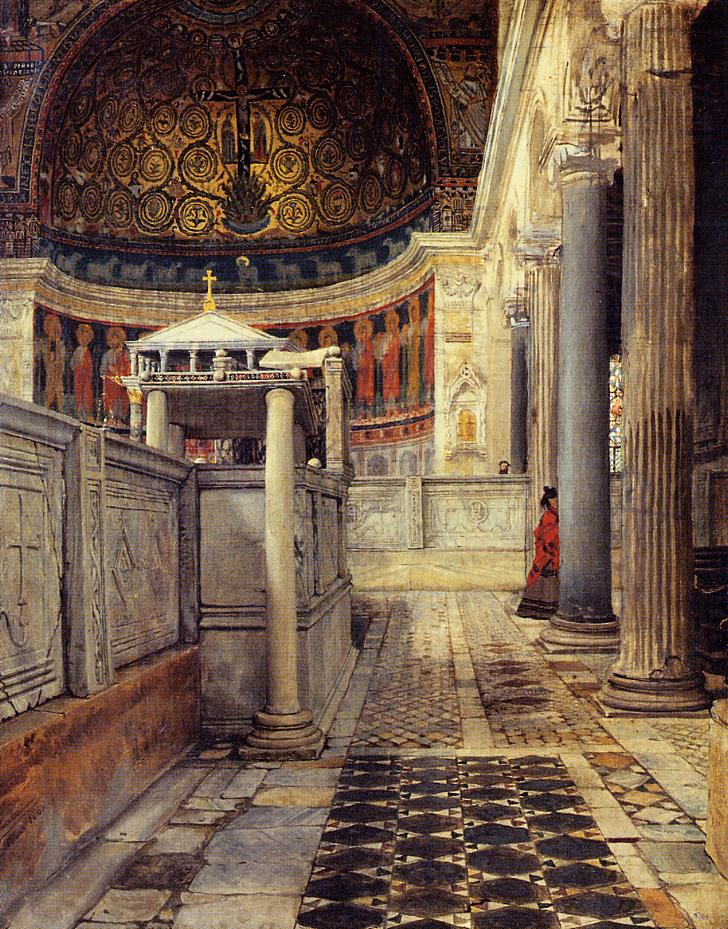
Interieur basiliek San Clemente (1863) door Lourens Alma Tadema
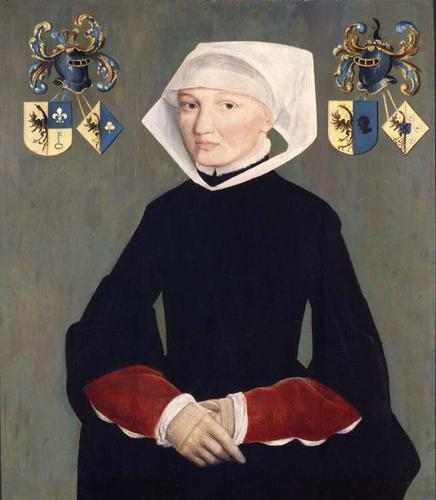
Portret van Frouk van Haerda door Adriaen van Cronenburg
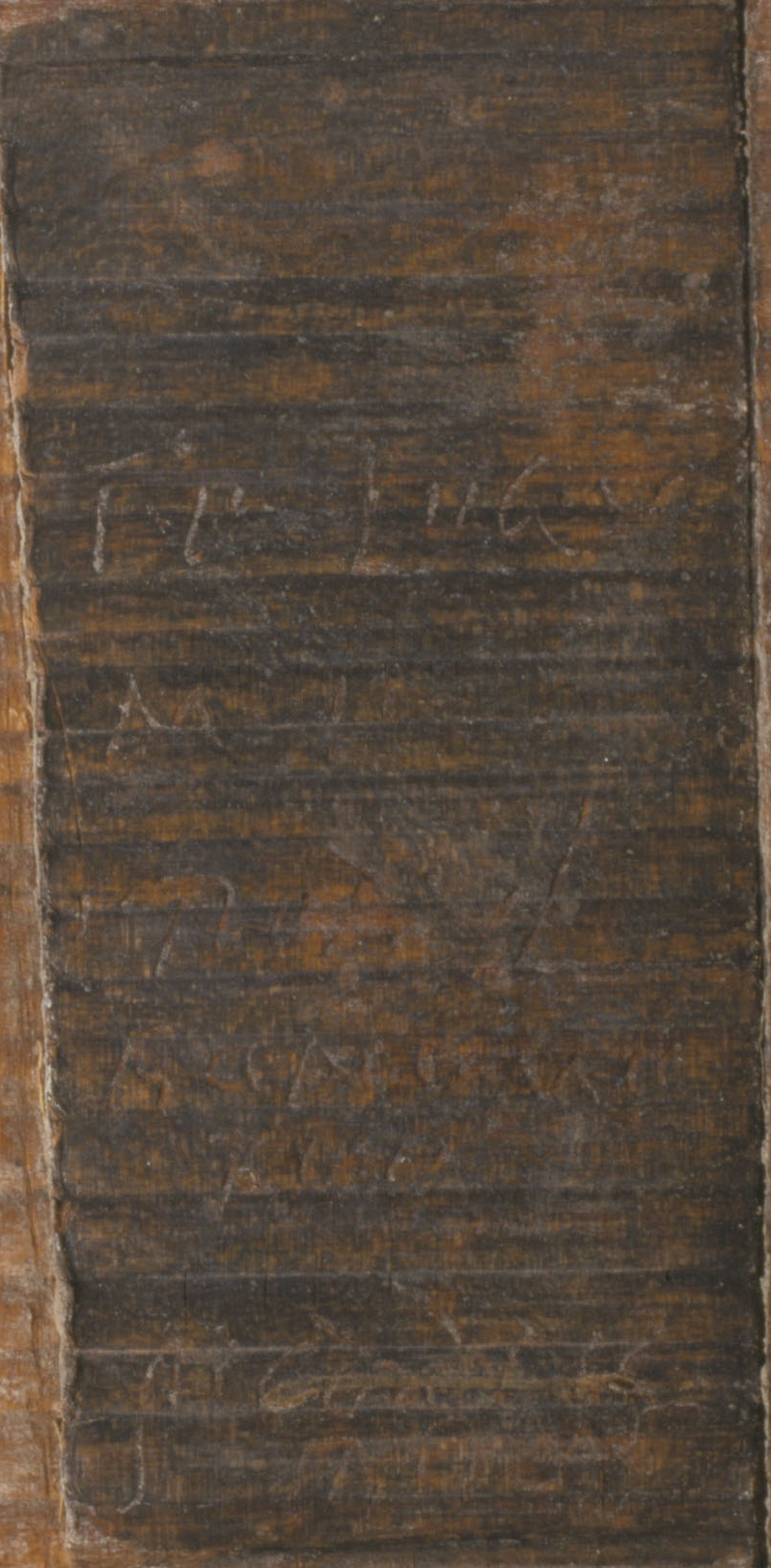
Rechterkant van het schrijfplankje van Tolsum
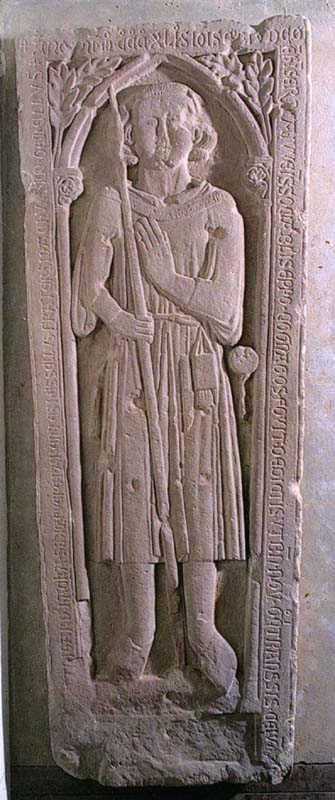
Epposteen
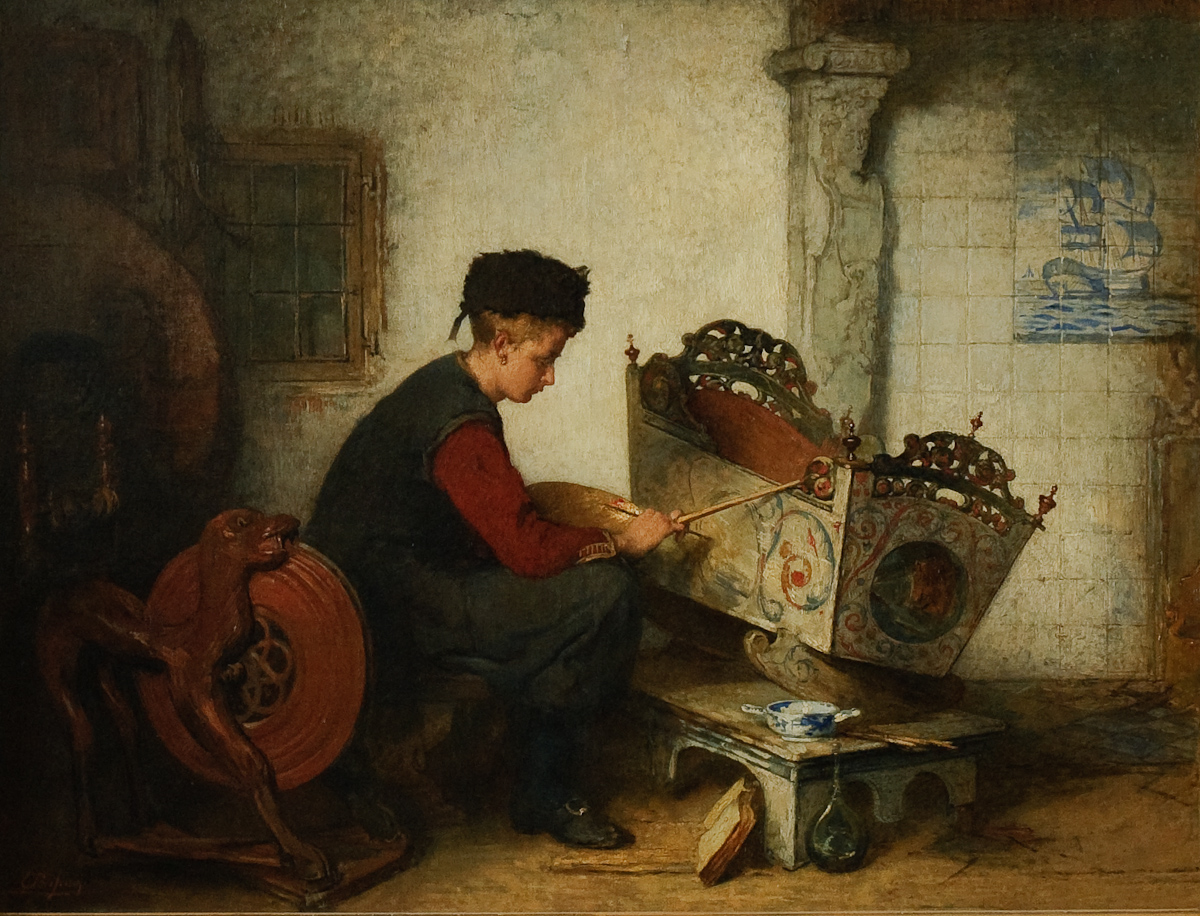
Jongen die een Hindelooper wieg beschildert, door Christoffel Bisschop
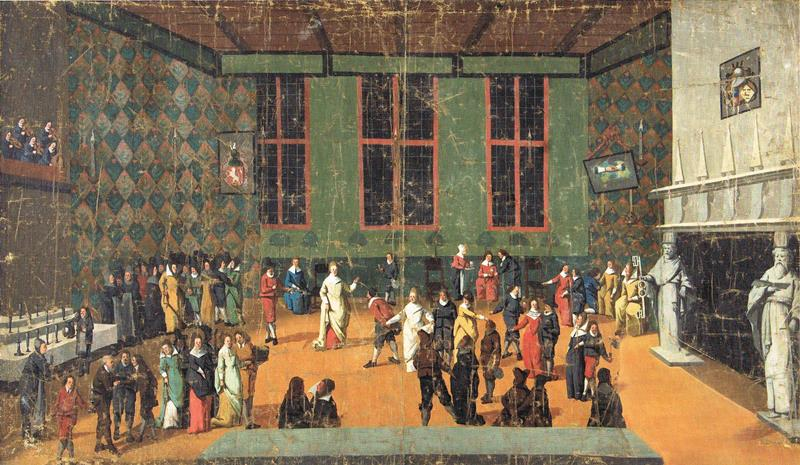
Een schilderij van de Pipenpoyse bruiloft
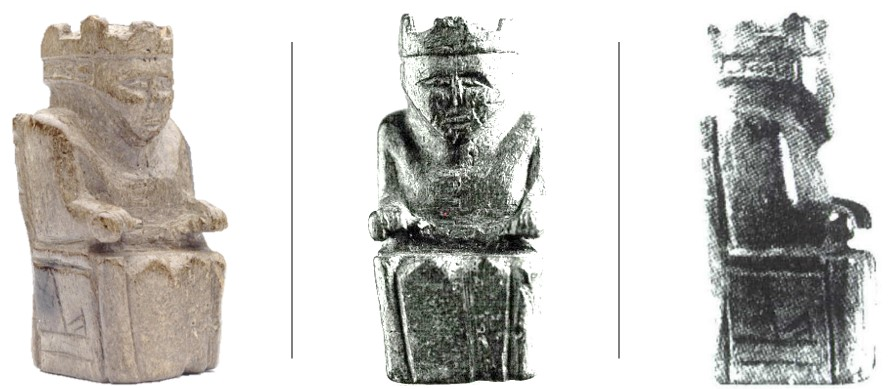
De Leeuwardse koning
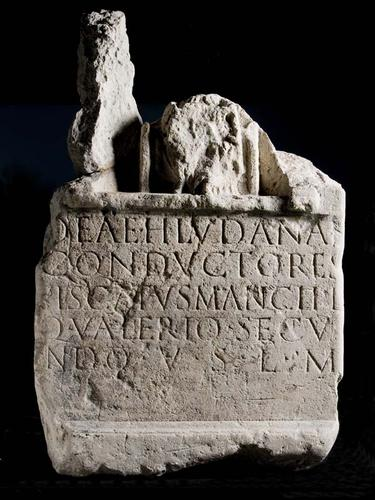
De Hludana-steen
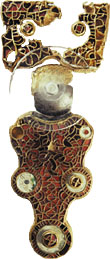
Fibula van Wijnaldum
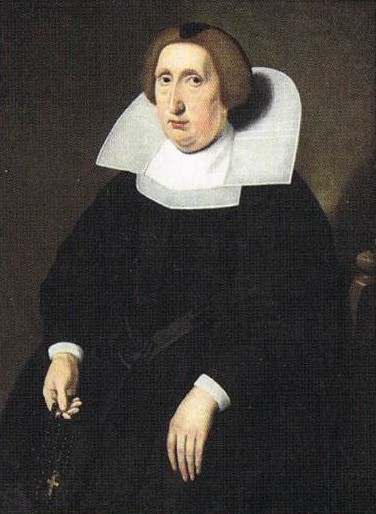
Portret van Jel van Liauckama
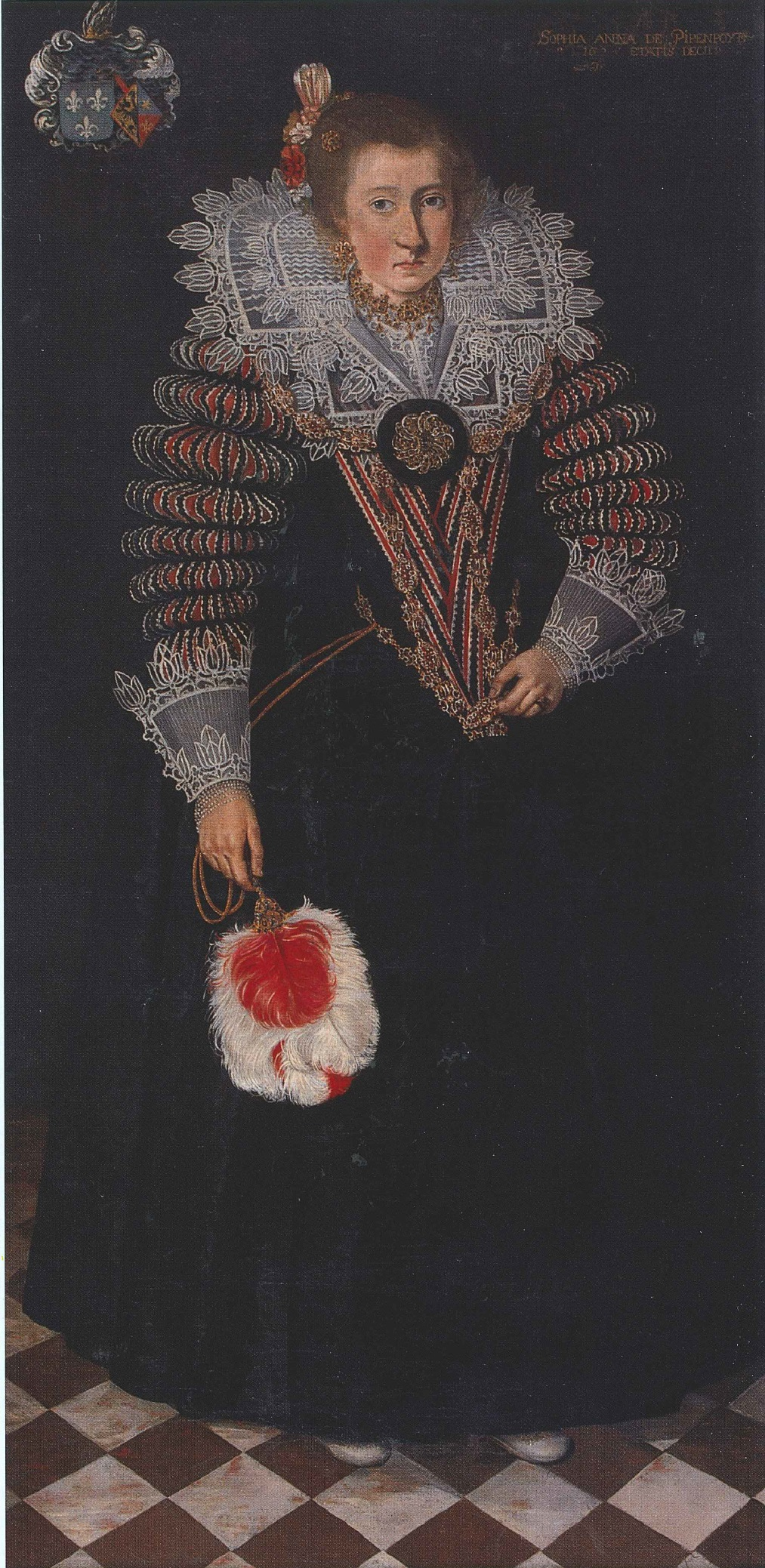
Portret van Sophia Anna van Pipenpoy

## Onderscheidingen
- Het Fries Museum kreeg in 2015 de BankGiro Loterij Museumprijs.
- In 2018 kreeg het museum voor de tentoonstelling Alma-Tadema, klassieke verleiding de Global Fine Art Award.[7]